# Nokia 2600
Le Nokia 2600 est un téléphone de l'entreprise Nokia. Il est monobloc.

## Caractéristiques
- Système d'exploitation Symbian OS
- GSM
- 108 × 46 × 201 mm   pour 96 grammes
- Écran  128 × 128 pixels
- Appareil photo numérique : non
- Vibreur
- DAS : 0,95 W/kg.